# Boarmia monotona
Boarmia monotona är en fjärilsart som beskrevs av Inoue 1978. Boarmia monotona ingår i släktet Boarmia och familjen mätare. Inga underarter finns listade i Catalogue of Life.